# Amphicoma damiani
Amphicoma damiani är en skalbaggsart som beskrevs av Nikodym 2005. Amphicoma damiani ingår i släktet Amphicoma och familjen Glaphyridae. Inga underarter finns listade i Catalogue of Life.